# Robert Berič
Robert Berič (Krško, 17 giugno 1991) è un calciatore sloveno, attaccante del Changchun Yatai.

## Carriera

### Club
Dopo aver giocato per tre anni al Maribor, il 3 luglio 2013 lo Sturm Graz comunica di aver ingaggiato il giocatore, firmando un contratto quadriennale.

## Palmarès

### Club
- Coppa di Slovenia: 3

Interblock Lubiana: 2008-2009
Maribor: 2011-2012, 2012-2013
- Supercoppa di Slovenia: 2

Interblock Lubiana: 2008
Maribor: 2010
- Campionato sloveno: 3

Maribor: 2010-2011, 2011-2012, 2012-2013